# Penelope jacquacu
Penelope jacquacu là một loài chim trong họ Cracidae.